# 喬治·布蘭迪斯
喬治·布蘭迪斯（英語：George Brandis；1957年6月22日—），出生在雪梨，是澳洲的一位政治家，屬於澳洲自由黨。他在滕博爾內閣擔任律政部長職務，是澳洲第36任律政部長，後出任駐英國高級專員。